# Julie Weiss
Julie Weiss, geboren als Juliellen Weiss, (* 10. Oktober 1947 im Los Angeles County, Kalifornien) ist eine US-amerikanische Kostümbildnerin.

## Leben und Werk
Julie Weiss ist die Tochter von Betty Jane Weiss, die sich ehrenamtlich um verschiedene Belange in Santa Monica kümmerte, und ihres Ehemanns, dem Arzt Benjamin James Weiss. Sie studierte in Berkeley Literatur, als ihr mehrere Professoren vorschlugen, Kostümdesignerin zu werden und einen Lehrgang dazu an der Brandeis University zu absolvieren. Sie hatten sie vorher schon angemeldet. Dort schloss sie ihr Studium in Kostümdesign ab.
Sie begann ihre Karriere am Theater. Spätestens 1973 war sie dort als Kostümbildnerin tätig. Ab 1979 war sie am Broadway tätig. Bereits für ihr erstes Stück dort, The Elephant Man, bekam sie eine Nominierung für den Tony Award.
1975 hatte sie ihr Filmdebüt in Mr. Sycamore. 1982 bekam sie ihre erste Emmynominierung, für die Verfilmung von The Elephant Man. Insgesamt war sie bisher (Stand 2018) siebenmal für den Emmy nominiert, zweimal konnte sie ihn gewinnen. Die Filme, bei denen sie für die Kostüme verantwortlich war, umfassen neben 12 Monkeys und Frida, für sie jeweils eine Oscarnominierung erhielt, auch Filme wie Masters of the Universe, Tequila Sunrise, Magnolien aus Stahl, Freshman, Das Königsspiel – Ein Meister wird geboren, 2 Millionen Dollar Trinkgeld, Marvins Töchter, Fear and Loathing in Las Vegas, Ein einfacher Plan, American Beauty, Hearts in Atlantis, Die Hollywood-Verschwörung, Die Frau des Zeitreisenden oder Hitchcock.
Julie Weiss war auch als Gastdozentin an der UCLA tätig.

## Filmografie (Auswahl)
- 1975: Mr. Sycamore
- 1982: The Elephant Man (Fernsehfilm)
- 1982: Die Jagd nach dem Leben (I’m Dancing as Fast as I Can)
- 1982: Kleine Gloria – Armes, reiches Mädchen (Little Gloria... Happy at Last, Fernsehfilm)
- 1983: Ihre letzte Chance (Independence Day)
- 1983: Ehe mit Hintergedanken (Second Thoughts)
- 1983: Spacehunter – Jäger im All (Spacehunter: Adventures in the Forbidden Zone)
- 1983: Das letzte Testament (Testament)
- 1984: Dollmaker – Ein Traum wird wahr (The Dollmaker, Fernsehfilm)
- 1985: Evergreen (Miniserie, 3 Folgen)
- 1985: Das mörderische Paradies (The Mean Season)
- 1985: Creator – Der Professor und die Sünde (Creator)
- 1986: F/X – Tödliche Tricks (F/X)
- 1987: Masters of the Universe
- 1988: Die Generation von 1969 (1969)
- 1988: Tequila Sunrise
- 1989: Tanz der Hexen (Wicked Stepmother)
- 1989: Magnolien aus Stahl (Steel Magnolias)
- 1990: Freshman (The Freshman)
- 1991: Dinner für Sechs – Woodstock meets Wallstreet (Married to It)
- 1992: … aber nicht mit meiner Braut – Honeymoon in Vegas (Honeymoon in Vegas)
- 1992: Liza Minnelli Live from Radio City Music Hall
- 1993: The Portrait
- 1993: Das Kartenhaus (House of Cards)
- 1993: Das Königsspiel – Ein Meister wird geboren (Searching for Bobby Fisher)
- 1993: Naked in New York
- 1994: 2 Millionen Dollar Trinkgeld (It Could Happen to You)
- 1995: Wechselspiel des Lebens (A Woman of Independent Means, Miniserie, 3 Folgen)
- 1995: 12 Monkeys (Twelve Monkeys)
- 1996: Marvins Töchter (Marvin’s Room)
- 1997: Touch
- 1997: Auf Messers Schneide – Rivalen am Abgrund (The Edge)
- 1998: Fear and Loathing in Las Vegas
- 1998: Finding Graceland – Unterwegs mit Elvis (Finding Graceland)
- 1998: Ein einfacher Plan (A Simple Plan)
- 1999: American Beauty
- 2000: Isn’t She Great
- 2000: Get Carter – Die Wahrheit tut weh (Get Carter)
- 2000: The Gift – Die dunkle Gabe (The Gift)
- 2001: Hearts in Atlantis
- 2002: Frida
- 2002: Auto Focus
- 2002: Ring (The Ring)
- 2003: The Missing
- 2005: Mrs. Harris – Mord in besten Kreisen (Mrs. Harris, Fernsehfilm)
- 2005: Dick und Jane (Fun with Dick and Jane)
- 2006: Die Hollywood-Verschwörung (Hollywoodland)
- 2006: Bobby
- 2007: Die Eisprinzen (Blades of Glory)
- 2007: Slipstream
- 2009: Die Frau des Zeitreisenden (The Time Traveler’s Wife)
- 2009: Am Ende des Weges – Eine wahre Lügengeschichte (Get Low)
- 2010: Schanghai (Shanghai)
- 2011: Freundschaft Plus (No Strings Attached)
- 2012: Hitchcock
- 2016: The Night Of – Die Wahrheit einer Nacht (The Night Of, Miniserie, Folge 1)
- 2017: November Criminals
- 2020: Greyhound – Schlacht im Atlantik (Greyhound)
- 2020: Filthy Rich (Fernsehserie, Folge 1x01)
- 2022: Call Jane

## Auszeichnungen und Nominierungen (Auswahl)
| Award     | Jahr | Kategorie                            | Werk                                          | Ergebnis  | Gewinner                      | Werk des Gewinners                          |
| --------- | ---- | ------------------------------------ | --------------------------------------------- | --------- | ----------------------------- | ------------------------------------------- |
| Oscar     | 1996 | Bestes Kostümdesign                  | 12 Monkeys                                    | Nominiert | James Acheson                 | Restoration – Zeit der Sinnlichkeit         |
| Oscar     | 2003 | Bestes Kostümdesign                  | Frida                                         | Nominiert | Colleen Atwood                | Chicago                                     |
| Emmy      | 1982 | Kostümdesign                         | The Elephant Man                              | Nominiert | Donald Brooks                 | Der verhängnisvolle Brief                   |
| Emmy      | 1983 | Kostümdesign                         | Kleine Gloria – Armes, reiches Mädchen        | Nominiert | Phyllis Dalton                | Das scharlachrote Siegel                    |
| Emmy      | 1984 | Kostümdesign                         | Dollmaker – Ein Traum wird wahr               | Gewonnen  |                               |                                             |
| Emmy      | 1985 | Kostümdesign                         | Evergreen                                     | Nominiert | Barbara Lane                  | Straße der Freiheit                         |
| Emmy      | 1993 | Kostümdesign                         | Liza Minnelli Live from Radio City Music Hall | Nominiert | Julie Taymor, Emi Wada        | Great Performances, Folge 21x15 Oedipus Rex |
| Emmy      | 1995 | Kostümdesign                         | Wechselspiel des Lebens                       | Gewonnen  |                               |                                             |
| Emmy      | 2006 | Kostümdesign                         | Mrs. Harris – Mord in besten Kreisen          | Nominiert | Mike O’Neill, Samantha Horn   | Elizabeth I                                 |
| Tony      | 1979 | Bestes Kostümdesign                  | The Elephant Man                              | Nominiert | Franne Lee                    | Sweeney Todd                                |
| BAFTA     | 2003 | Beste Kostüme                        | Frida                                         | Nominiert | Ngila Dickson, Richard Taylor | Der Herr der Ringe: Die zwei Türme          |
| Satellite | 2003 | Bestes Kostümdesign                  | Frida                                         | Gewonnen  |                               |                                             |
| CDGA      | 2000 | Zeitgenössisches Kostümdesign (Film) | American Beauty                               | Gewonnen  |                               |                                             |
| CDGA      | 2003 | Fantasy Kostümdesign (Film)          | Frida                                         | Nominiert | Colleen Atwood                | Chicago                                     |
| CDGA      | 2007 | Fernsehfilm oder Miniserie           | Mrs. Harris – Mord in besten Kreisen          | Nominiert | Mike O’Neill                  | Elizabeth I                                 |
| CDGA      | 2008 | Zeitgenössischer Film                | Die Eisprinzen                                | Gewonnen  |                               |                                             |
| CDGA      | 2011 | Lebenswerk                           |                                               | Gewonnen  |                               |                                             |

Anmerkungen:
1. ↑  mit Isaac Mizrahi
2. ↑  mit Elaine Ramires
3. ↑  Costume Designers Guild Award; Preis der Gilde der Kostümbildner in Hollywood